# Bernartice u Trutnova
Bernartice u Trutnova – przystanek kolejowy w miejscowości Bernartice, w kraju hradeckim, w Czechach. Znajduje się na wysokości 495 m n.p.m.

## Połączenia
Od maja do końca sierpień|sierpnia w weekendy uruchamiane są trzy składy kursujące pomiędzy Jelenią Górą i Wrocławiem a czeskim Trutnovem. Mimo iż w tym okresie przez przystanek kursują spalinowe zespoły trakcyjne SA134 Kolei Dolnośląskich, bilety się nabywa u konduktora GW Train Regio. Przystanek Bernartice u Trutnova dla pociągów Jelenia Góra/Wrocław-Trutnov jest przystankiem na żądanie.

## Linie kolejowe
- 043 Trutnov - Žacléř